# Valentino Valli
Pour les articles homonymes, voir Valli (homonymie).
Valentino Valli est un footballeur italien  né le 1er décembre 1929 à Ravenne et mort le 16 février 2022. Il évoluait au poste d'attaquant. Il a joué pour plusieurs clubs italiens, notamment l'AC Milan, l'Atalanta Bergame, et le Como 1907.

## Biographie
Valentino Valli commence sa carrière professionnelle à Ravenne en 1946, avant de rejoindre la SPAL en 1948.
Il évolue avec Côme où il dispute 9 matchs et marqué 1 but. Après des passages à Legnano et Atletico Piombino, Valli rejoint le prestigieux AC Milan en 1954, où il joue 19 matchs et inscrit 7 buts en deux saisons. Il est sacré Champion d'Italie lors de la saison 1954-1955.
Il dispute deux rencontres contre le FC Sarrebruck en Coupe des clubs champions 1955-1956, inscrivant 2 buts lors du match retour.
En 1956, il signe à l'Atalanta Bergame, mais il ne joue que 4 matchs avant de terminer sa carrière à AS Tevere (it).

## Palmarès
AC Milan
- Serie A :
  - Champion : 1954-1955.